# Bispo de Oxford
O Bispo de Oxford é ordinário da Igreja Anglicana responsável pela Diocese de Oxford, na província de Cantuária. A sé da Diocese de Oxford é a Christ Church Cathedral de Oxford, fundada em 1200.
O bispo atual é Steven Croft, após a confirmação de sua eleição para a sé em 6 de julho de 2016.